# Nadleśnictwo Krasnystaw
Nadleśnictwo Krasnystaw – jednostka organizacyjna Lasów Państwowych podległa Regionalnej Dyrekcji Lasów Państwowych w Lublinie, której siedziba znajduje się w Krasnymstawie.
Teren nadleśnictwa położony jest na obszarze pięciu mezoregionów:
- Wyniosłość Giełczewska
- Działy Grabowieckie
- Padół Zamojski
- Obniżenie Dorohuckie
- Pagóry Chełmskie.

Obszar nadleśnictwa obejmuje 19 gmin z powiatów: krasnostawskiego, chełmskiego, lubelskiego, zamojskiego i biłgorajskiego z występowaniem strefy lasów z udziałem buka i jaworu oraz strefy leśno-stepowej.
Szczególnymi elementami przyrody tego obszaru, są głębokie wąwozy, liczne stanowiska roślinności stepowej oraz szeroka dolina rzeki Wieprz.
Powierzchnia nadleśnictwa wynosi 14003 ha (w tym powierzchnia leśna 13917 ha).

## Leśnictwa

### W Obrębie Łopiennik
- Rejowiec
- Żulin
- Siennica
- Niemienice
- Łosienne
- Borek
- Namule
- Bończa

### W Obrębie Zamość
- Gorzków
- Orłów
- Pańska Dolina
- Łaziska

## Drzewostan
1. Sosna – zajmuje 44,4% powierzchni i 54,5% zasobności, przeciętny wiek 71 lat
2. Dąb – zajmuje 27,4% powierzchni i 20,5% zasobności, przeciętny wiek 45 lat
3. Buk – zajmuje 11,0% powierzchni i 11,6% zasobności, przeciętny wiek 66 lat
4. Brzoza – zajmuje 6,3% powierzchni i 6,1% zasobności, przeciętny wiek 57 lat
5. Topola – zajmuje 2,4% powierzchni i 1,5% zasobności, przeciętny wiek 29 lat
6. Grab – zajmuje 2,4% powierzchni i 1,6% zasobności, przeciętny wiek 57 lat
7. Modrzew – zajmuje 1,8% powierzchni i 1,4% zasobności, przeciętny wiek 38 lat
8. Olsza – zajmuje 1,7% powierzchni i 1,1% zasobności, przeciętny wiek 47 lat

Pozostałe gatunki takie jak : świerk, klon, jawor, jesion, osika, lipa, wiąz, czereśnia ptasia, dąb czerwony nie przekraczają 1% powierzchni.

## Ochrona przyrody
Szczególną ochroną poddane są tereny leśne o pow. 480,73 ha chronione w ramach trzech rezerwatów: Broczówka, Głęboka Dolina, Wodny Dół. Liczne kompleksy leśne są otaczane opieką w zakresie Skierbieszowskiego Parku Krajobrazowego. Znaczna przestrzeń lasów jest chroniona w obrębie Pawłowskiego Obszaru Chronionego Krajobrazu, otaczającego zwłaszcza fragmenty rzeki Wieprz.

## Historia
W czasach I Rzeczypospolitej dzisiejsze lasy Nadleśnictwa Krasnystaw w głównej mierze stanowiły lasy rodów szlacheckich.
Po upadku powstania listopadowego lasy podzielono na rządowe, donacyjne i prywatne (należące do Ordynacji Zamojskiej i hrabiego Jana Poletyłły).
W 1835 z ukazu cara Mikołaja I zmniejszono powierzchnię lasów rządowych.
W 1920 roku utworzono Nadleśnictwo Krasnystaw z siedzibą w Łopienniku.
W 1947 roku zmieniono nazwę z Nadleśnictwa Krasnystaw na Łopiennik.
Zarządzeniem Nr 59 Dyrektora Naczelnego Lasów Państwowych z dnia 14 listopada 1972 roku – z dniem 1 stycznia 1973 roku powołano Nadleśnictwo Krasnystaw z siedzibą w Zamościu.
1 marca 1977 roku oddano do użytku nową siedzibę Nadleśnictwa w Krasnymstawie.

## Turystyka
Na terenie nadleśnictwa znajdują się 3 ścieżki dydaktyczne: w rezerwacie Wodny Dół, w Borku, Stryjowskie Wąwozy (przyrodniczo-historyczna), a także szlaki turystyczne:
- – Szlak Ariański
- – Szlak Tadeusza Kościuszki

- – Szlak "Po Działach Grabowieckich"

- – „Śladami Księdza Stefana Wyszyńskiego”[2],
- Szlak biegowy ZPK – Pańska Dolina północ – krótki (~7 km)[3],
- Szlak biegowy ZPK – Pańska Dolina północ – średni (~10 km)[3],
- Szlak biegowy ZPK – Pańska Dolina północ – długi (~15 km)[3],
- Szlak biegowy ZPK – Pańska Dolina południe – krótki (~6 km)[3],
- Szlak biegowy ZPK – Pańska Dolina południe – średni (~10 km)[3],
- Szlak biegowy ZPK – Pańska Dolina południe – długi (~14 km)[3],
- Ścieżka edukacyjno-spacerowa „Skierbieszów-Dulnik-Zawoda-Broczówka”[4]

Na terenie nadleśnictwa są  następujące trasy rowerowe:
- – „Skierbieszowska Trasa Rowerowa”[5],
- – trasa rowerowa LZA-102 „Po Zamojszczyźnie”[6],
- Trasa rowerowa GreenVelo[7],
- Trasa rowerowa „Do Skierbieszowskiego Parku Krajobrazowego”[8],
- Trasa łącznikowa : od „Do S.P.K.” do „Skierbieszowska Trasa Rowerowa”[7],
- Trasa łącznikowa : od „Skierbieszowska Trasa Rowerowa” do „Malowniczy Wschód”[7],
- Trasa rowerowa na orientację – ZPK – Pańska Dolina – krótka (~10km)[3],
- Trasa rowerowa na orientację – ZPK – Pańska Dolina – średnia (~12km)[3],
- Trasa rowerowa na orientację- ZPK – Pańska Dolina – długa (~19km)[3],
- Ścieżka rowerowa „Na Pańską Dolinę” o długości 8 km[9].